# Pooglia Tribe
Pooglia Tribe est un groupe italien de hip-hop.

## Histoire
Le groupe se compose de Reverendo et Torto (Zona 45), Tecà, Fuso et Er Santorò (Murgia Drima), Topofante et L'Egitt (l'amiish D'abbash), Paolo Iannattone, Moddi MC, Tony Fine et Sapp' Sian (Sona Sle), Zizzed (Vincenzo Catanzaro), Kosmisky et Mostrino (Casa Del Fico), Toorbo Yamabushi, DJ Tuppi B, Caf-One, Brian Farrar.
En 2007, à l'occasion du festival international de hip-hop Menu Kebab à Bari, la Pooglia Tribe revient en live et en 2008, à partir d'une idée initiale de Reverendo et Keedo MC, un nouvel album, Apulians, est développé. Il s'agit d'un album de rue réunissant, outre les membres historiques de la Pooglia Tribe (Reverendo, Torto, Tecà, Topofante, L'Egitt et Keedo), plusieurs artistes dont Entics et le chanteur de reggae Luciano.

## Style musical
Leur style musical, basé sur le rap avec des paroles chantées en dialecte des Pouilles, comporte une forte composante reggae. Ils sont reconnus comme les pionniers du rap en langue vernaculaire.

## Discographie

### Albums studio
- 2000 : La Pooglia Tribe (Funky Spaghetti)
- 2010 : Apulians  (Trumen Records)

### Singles
- 2000 : Cime di rap
- 2000 : Dada' Dedu'
- 2010 : Shock Monkey
- 2020 : 2Nangiarriv (feat. Bob Marcialledda)

### Clips
- 2000 : Cime di rap
- 2000 : Dada' Dedu
- 2009 : Apulians
- 2010 : Soup i Version
- 2010 : Shock Monkey
- 2020 : 2Nangiarriv feat. Bob Marcialledda